# Jawhen Hutarovitj
Jawhen Eduardavitj Hutarovitj (hviderussisk: Яўген Эдуардавіч Гутаровіч tr. Jawhen Eduardavitj Hutarovitj , russisk: Евгений Эдуардович Гутарович tr. Jevgenij Eduardovitj Gutarovitj , født 29. november 1983 i Minsk, Hviderussiske SSR, Sovjetunionen) er en hviderussisk tidligere professionel cykelrytter. På 2. etape af Vuelta a España 2010 overraskede Hutarovitj alle da han på de sidste metre skød forbi Mark Cavendish og snuppede sejren foran andre topsprintere som Tyler Farrar og Alessandro Petacchi